# Helmut Vogt (Erziehungswissenschaftler)
Helmut Vogt (* 1. September 1949 in Leer (Ostfriesland)) ist ein deutscher Erziehungswissenschafter.

## Leben und Wirken
Nach dem Abitur 1969 an der Nds. Heimschule in Helmstedt studierte Vogt von 1970 bis 1976 Erziehungswissenschaft, Psychologie, Soziologie und Politologie an der Freien Universität Berlin. Das Studium schloss er mit dem Diplom in Erziehungswissenschaft (Schwerpunkt Weiterbildung) ab.
Von 1976 bis 1980 wirkte er als Fachbereichsleiter an der Volkshochschule Emden und war zuständig für das Programm in den Fachgebieten Pädagogik und Psychologie sowie in den Arbeitsgebieten Zweiter Bildungsweg, Seniorenbildung, Erwachsenenbildung im Strafvollzug, Bildung von Menschen mit Behinderungen und stadtteilbezogene Bildungsarbeit.
Nach kürzeren beruflichen Tätigkeiten als Persönlicher Referent des Vizepräsidenten der Universität Hamburg und als wissenschaftlicher Mitarbeiter in der Weiterbildungseinrichtung der Fachhochschule Hamburg (heute: Hochschule für Angewandte Wissenschaften Hamburg) übernahm der am 1. April 1983 die Leitung der Arbeitsstelle für wissenschaftliche Weiterbildung der Universität Hamburg (heute: Zentrum für Weiterbildung), die er bis zu seinem Eintritt in den Ruhestand am 1. April 2016 innehatte.

## Mitgliedschaften und Funktionen in beruflichen Zusammenhängen
- Vertretung der Universität Hamburg im Beirat von Weiterbildung Hamburg e.V. (1995–2012)[1]
- Mitglied im Vorstand der Deutschen Gesellschaft für wissenschaftliche Weiterbildung und Fernstudium (DGWF) (1994–2014), von 1998 bis 2012 in der Funktion des stellv. Vorsitzenden[1]
- Gutachter bei der (Re-)Akkreditierung von Studiengängen von Universitäten und Fachhochschulen in Deutschland und bei der Evaluation von Hochschuleinrichtungen für das Akkreditierungs-, Certifizierungs- und Qualitätssicherungs-Institut (ACQUIN) und für die Zentrale Evaluations- und Akkreditierungsagentur Hannover (ZEvA)[1]
- Mitglied der Arbeitsgruppe „Wissenschaftliche Weiterbildung“ des Innovationskreises Weiterbildung beim Bundesministerium für Bildung und Forschung (BMBF) (2006–2008)[1]
- Mitglied im Verwaltungsrat des Deutschen Instituts für Erwachsenenbildung (DIE), Leibniz-Zentrum für Lebenslanges Lernen (2004–2011)[1]
- Vice President der European Civil Society Platform on Lifelong Learning (2012–2015)
- Mitglied im Vorstand des European University Continuing Education Network (EUCEN) (2015/2016)[1][2]
- EU expert im Tempus-Projekt SSRULLI – Strengthening the Specific Role of Universities as LLL Institutions (2014–2016)[1]

## Mitgliedschaften und Funktionen in gesellschaftlichen Zusammenhängen
- Gründungsmitglied und Schatzmeister des Kinderschutzbundes, Ortsverband Emden (1979/80)[3]
- Mitglied der Sozialdemokratischen Partei Deutschlands (seit 1990), seit 2015 Mitglied im Vorstand des Distrikts Hamburg-Groß Borstel[4] von 2017 bis 2022 als stellv. Vorsitzender
- Vorsitzender der „Freunde des Stavenhagenhauses“ (1997–2000)
- Vorsitzender des Kommunal-Vereins Groß Borstel (1999–2005)
- Stellv. Vorsitzender des Wissenschaftsforums Hamburg (seit 2016)[5]

## Schriften

### Aufsätze
- Weiterbildung an Hochschulen. In: R. Arnold, E. Nuissl & J. Schrader (Hrsg.). Wörterbuch Erwachsenen- und Weiterbildung, S. 423 f., Bad Heilbrunn 2023
- Weiterbildung – die vierte Aufgabe der Universität. In: R. Nicolaysen, E. Krause & G. B. Zimmermann (Hrsg.), 100 Jahre Universität Hamburg. Bd. 1: Allgemeine Aspekte und Entwicklungen, S. 345–371, Göttingen 2020
- Geschäftsmodelle und Finanzierung wissenschaftlicher Weiterbildung (gem. mit Markus Lermen). In: W. Jütte & M. Rohs (Hrsg.), Handbuch Wissenschaftliche Weiterbildung. Wiesbaden 2020, S. 495–521
- Weiterbildung und ebenslanges Lernen an Hochschulen: Hauptlinien der aktuellen Diskussion. In: Klinische Sozialarbeit. Zeitschrift für psychosoziale Praxis und Forschung 2/2017, S. 4–6
- Anerkennung akademisch verwertbarer Kompetenzen. In: Weiterbildung. In: Zeitschrift für Grundlagen, Praxis und Trends 1/2016, S. 24–27
- Realisierungsbarrieren wissenschaftlicher Weiterbildung nach Bologna. In: Hessische Blätter für Volksbildung 2/2012, S. 167–174.

### Als Herausgeber
- Wächst zusammen, was zusammen gehört? Wissenschaftliche Weiterbildung – berufsbegleitendes Studium – lebenslanges Lernen. Beiträge zur wissenschaftlichen Weiterbildung: 53. Hamburg: DGWF.